# نولان منثني
نولان منثني (الاسم العلمي:Nolana deflexa) هو نوع نباتي يتبع جنس النولان من فصيلة الباذنجانية.